# 1894 في إسبانيا
فيما يلي قوائم الأحداث التي وقعت خلال عام 1894 في إسبانيا.

## سياسة

### تعيين في المنصب
- 1 مارس – سيجسموندو موريت Minister of State of Spain ‏.
- 4 نوفمبر – أنطونيو مورا Minister of Grace and Justice ‏.
- 17 ديسمبر – خوسيه كناليخاس وزير المالية  [لغات أخرى]‏.

### انتهاء فترة المنصب
- 1 مارس – سيجسموندو موريت Minister of Development of Spain  [لغات أخرى]‏،Minister of State of Spain ‏.
- 12 مارس – أنطونيو مورا overseas minister  [لغات أخرى]‏.

## مواليد

### نوفمبر
- 10 نوفمبر – مارتن جارالاجا ممثل إسباني.[1]

## وفيات

### مايو
- 21 مايو – إميل هنري (مواليد 1872) كاتب فرنسي.[2]